# Serra Cortina
La serra Cortina és una alineació muntanyosa situada a la comarca de la Marina Baixa, de 529 metres d'altitud. Està situada entre els termes de Finestrat i Benidorm, a la partida de la Cortina. Als peus de la serra Cortina es troba el parc temàtic Terra Mítica.